# Ашутайтене, Анеле-Уршуле Юозовна
Анеле-Уршуле Юозовна Ашутайтене (род. 1935) — литовский советский зоотехник, депутат Верховного Совета СССР.

## Биография
Родилась в 1935 году. Литовка. Член КПСС с 1969 года. Образование среднее специальное.
С 1965 года зоотехник, бригадир в совхозе, колхозе. С 1968 года заведующая свинофермой колхоза «Раусве» Вилкавишского района Литовской ССР.
Депутат Совета Национальностей Верховного Совета СССР 9 созыва (1974—1979) от Шакяйского избирательного округа № 252 Литовской ССР. Член Комиссии по делам молодёжи Совета Национальностей.